# Стефан Мацанов
Стефан Димитров Мацанов е български революционер, деец на Вътрешната македоно-одринска революционна организация.

## Биография
Стефан Мацанов е роден в 1873 година в битолското българско село Гявато, тогава в Османската империя. Влиза във ВМОРО още със създаването на организацията в Битоля. Пренася оръжие от Битоля към битолските села и служи като куриер на нелегалните чети. В 1902 година заминава за столицата Цариград и работи с Цариградския революционен комитет. В края на годината се връща в Гявато и излиза нелегален в четата на Димитър Кърков, като става негов секретар и води цялата кореспонденция по подготовката на въстание. Участва в сраженията при Доленци и при Гявато. При избухването на Илинденско-Преображенското въстание през лятото на 1903 година, четата на Кърков запалва Гявато и се оттегля към Смилево. Участва в голямото сражение при Смилево, ръководено от Даме Груев и Георги Сугарев. След изгарянето на Смилево, се оттеглят към Боище и Круше.
На 21 март 1943 година, като жител на Гявато, подава молба за народна пенсия, която е одобрена и отпусната от Министерския съвет на Царство България.
След установяването на комунистическата власт в Югославия, по Закона за илинденските пенсии от 1946 година, под името Стеван Митрев Мацанов също подава молба за илинденска пенсия.